# Roman von einem Kinde
Roman von einem Kinde ist eine 1986 erschienene Sammlung autobiografischer Erzählungen von Barbara Honigmann.

## Die Erzählungen
Roman von einem Kinde
Die Geschichte ist in Form eines Briefs an einen Freund namens Josef verfasst. Sie wechselt zwischen verschiedenen Ereignissen aus dem Privatleben der Erzählerin, wie etwa der Geburt ihres Sohnes, dem Besuch einer Synagoge in Berlin, einem Urlaub bei einer Freundin auf Usedom oder der Trennung von ihrem Freund. Sie versucht, Josef ihr Gefühlsleben und ihre Zweifel deutlich zu machen, und fasst am Ende als Botschaft des Briefes zusammen: „Jeden Tag verliere ich meinen ganzen Mut, und jeden Tag finde ich ihn irgendwie immer wieder.“
Eine Postkarte für Herrn Altenkirch
Die Ich-Erzählerin erinnert sich an die Zeit, als sie als Dramaturgin am Theater in Brandenburg an der Havel gearbeitet hat. Sie wohnte zur Untermiete bei einem älteren Herrn, Herrn Altenkirch. Dieser freute sich über die Gesellschaft, verhielt sich sehr zuvorkommend und zeigte ihr Alben mit Fotos und Postkarten von berühmten Leuten, die auch einst am Theater gearbeitet oder sogar bei ihm gewohnt haben. Als das Engagement der Erzählerin endete und sie wegzog, nahm sie sich vor, Herrn Altenkirch auch durch Postkarten auf dem Laufenden zu halten und ihm damit eine Freude zu machen. Nun, Jahre später, befürchtet sie aber, dass Herr Altenkirch schon gestorben sein könnte, und sie bereut, ihr Vorhaben nie ausgeführt zu haben.
Wanderung
Die Erzählerin beschreibt eine Wanderreise mit einer Gruppe von Freunden durch die Slowakei. Die Gruppe ist mit Zelten und Rucksäcken unterwegs durchs Gebirge; die Erzählerin beschreibt auch die Landschaft, vor allem aber die Begegnungen mit Einheimischen und die manchmal schwierige Suche nach einem Schlafplatz. Die Freunde streiten sich oft, besonders über politische Fragen. Die Erzählerin hält diese Streits irgendwann nicht mehr aus und wird krank. Sie möchte sich ein paar Tage ausruhen, während die anderen weiterwandern, und vereinbart einen Ort, an den sie sich wiedertreffen wollen. In diesem Ort wird sie von einer Dorfbewohnerin, mit der sie sich kaum verständigen kann, aufgenommen und gepflegt, bis ihre Freunde sie wieder abholen. Rückblickend, aus dem Abstand mehrerer Jahre, erzählt sie noch, dass keine der Paarbeziehungen innerhalb der Gruppe von Dauer war und in den folgenden Jahren sich in immer neuen Konstellationen Paare gebildet haben. Irgendwann endeten die regelmäßigen Wanderreisen der Gruppe, stattdessen kauften sie sich ein Bauernhaus, in dem sie nun zusammen ihre Ferien verbringen. Inzwischen lebt die Erzählerin jedoch woanders und hat zu den früheren Freunden keinen Kontakt mehr.
Doppeltes Grab
Die Erzählerin schildert einen Tag, den sie in Ostberlin mit dem aus Jerusalem angereisten Gershom Scholem und dessen Frau Fania verbracht hat. Unter anderem besuchen sie auf dem jüdischen Friedhof Berlin-Weißensee das Grab von Scholems Eltern und seinen Brüdern. Scholem erzählt ihr von seinen historischen Forschungen und seinem Versuch, die in aller Welt verstreuten Bücher aus Bibliothek der Berliner jüdischen Gemeinde wieder zusammenzutragen. Wenige Wochen später erfährt die Erzählerin von Scholems Tod. Drei Jahre später sitzt sie in einem Café in Frankreich und schreibt rückblickend an dieser Geschichte. 
Marina Roža
Hauptfigur der Geschichte ist Peter Honigmann, der Mann der Autorin. Dieser wurde während eines Aufenthalts in Moskau eingeladen, in einer kleinen Synagoge außerhalb der Stadt den Schabbat mitzufeiern. Die Geschichte beschreibt die Versuche der Gemeindemitglieder, alle religiösen Vorschriften genau einzuhalten und trotzdem gegenüber den sowjetischen Behörden nicht aufzufallen.
Bonsoir, Madame Benhamou
Die Erzählerin ist von der DDR nach Straßburg in Frankreich übergesiedelt. Während sie in der DDR ein an die Mehrheitsgesellschaft assimiliertes Leben führte, fängt sie nun an, sich intensiv mit ihren jüdischen Wurzeln und ihrem Glauben auseinanderzusetzen. Dazu gehört, regelmäßig zum Talmud-Unterricht bei Madame Benhamou zu gehen. Während sie mit dem Fahrrad dorthin unterwegs ist, beschreibt sie, wie sie sich allmählich in Straßburg eingewöhnt hat und was sie an der Stadt und an ihrem neuen Leben mag.

## Veröffentlichung
Roman von einem Kinde war, nach mehreren Hörspiel- und Theaterarbeiten, Honigmanns erster Erzählband sowie ihre erste Veröffentlichung nach ihrer Übersiedlung von der DDR nach Frankreich. Der Band erschien 1986 im Luchterhand Verlag, mit einem Selbstbildnis der Autorin als Titelbild. 2001 folgte eine Taschenbuchausgabe bei dtv. Übersetzungen erschienen in finnischer, französischer, italienischer, niederländischer, norwegischer und schwedischer Sprache.
1984 produzierte der Süddeutsche Rundfunk eine Hörspielversion der Titelgeschichte. Regie führte Walter Adler, Sprecherin war Barbara Nüsse.

## Auszeichnung
Roman von einem Kinde wurde 1986 als bestes deutschsprachiges Prosa-Debüt mit dem aspekte-Literaturpreis ausgezeichnet.